# 国际单位制
國際單位制（法語：Système International d'Unités，簡稱），源於公制（又稱米制），是世界上最普遍採用的標準度量系統。國際單位制以七個基本單位為基礎，由此建立起一系列相互換算關係明確的「一致單位」。另有二十個以十進制作為基礎的詞頭（前綴），當加在單位名稱或單位符號前的時候，可用於表達該單位的倍數或分數。
國際單位制源於法國大革命期間所採用的十進制單位系統──公制；現行制度從1948年開始建立，於1960年正式公佈。它的基礎是米-千克-秒制（MKS），而非任何形式的厘米-克-秒制（CGS）。國際單位制的設計意圖是，先定義詞頭名稱和單位名稱，但單位本身的定義則會隨著度量科技的進步、精準度的提高，根據國際協議來演變。例如，分別於2011年、2014年舉辦的第24、25屆國際度量衡大會討論了有關重新定義公斤的提案。基本單位的定義修訂提案于2018年11月16日的第26届大会通过。，並於2019年5月20日起正式生效。
隨著科學的發展，厘米-克-秒制中出現了不少新的單位，而各學科之間在單位使用的問題上也沒有良好的協調。因此在1875年，多個國際組織協定《米制公約》，創立了國際度量衡大會，目的是訂下新度量衡系統的定義，並在國際上建立一套書寫和表達計量的標準。
國際單位制已受大部分國家所採納，但在英語國家當中，國際單位制並沒有受到全面的使用。

## 歷史

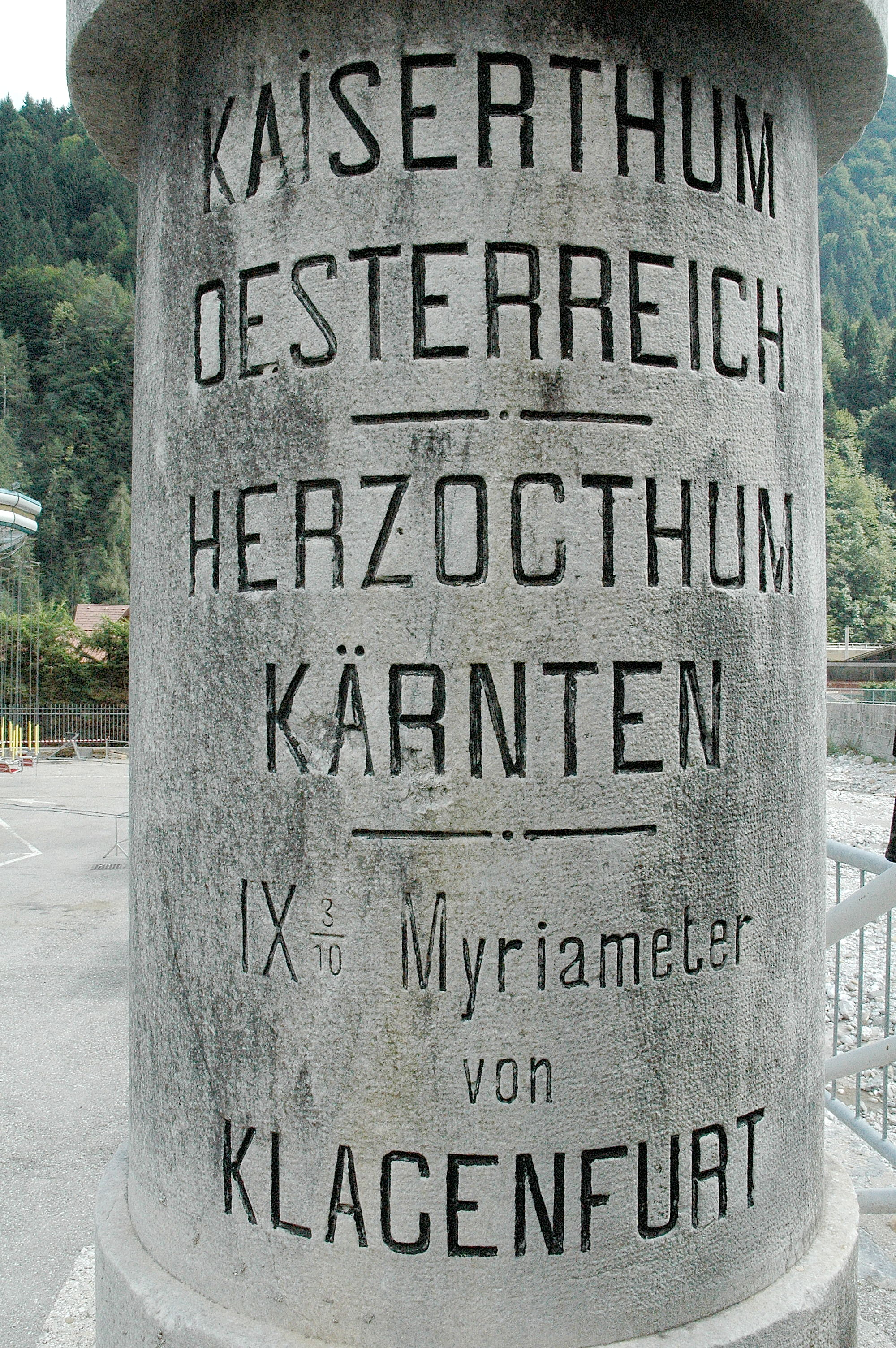
前奧匈帝國與意大利邊境上（今蓬泰巴）的石碑以「Myriameter」標示距離。這一單位等於10公里（或一萬米，myria即為「萬」），在19世紀中歐曾經使用過，但現已被淘汰。

公制最早在1790年代法國大革命期間採用，當時只有長度和質量的原器，分別作米和公斤的定義標準。1830年代，卡爾·弗里德里希·高斯為一套建立在長度、質量和時間上的「一致單位制」打下了根基。1860年代，在英國科學促進協會（英語：British Association for the Advancement of Science）的主持下，一組科學家制訂了一套包含基本單位和導出單位的一致系統。但當時人們同時使用著多個與電有關的單位，因此阻礙了將電單位納入這套單位制之中。直到1900年，喬瓦尼·吉奧爾吉才提倡在原來的三個基本單位之外再加一個電單位。
1875年，法國根據《米制公約》把維護公斤和米定義原器的責任轉交給國際組織。1921年，公約適用範圍擴大至所有物理量，包括最早於1893年定義的各種電單位。
1948年，學者們開始將公制重新制訂為一套「實用單位制」，經過逾十年的發展後，終於在1960年公佈「國際單位制」。1954年第10屆國際度量衡大會把電流、溫度及發光強度定為“基本物理量”，使基本物理量增加至六個。相對應的基本單位有米、公斤、秒、安培、開爾文和坎德拉。1971年，國際單位制再添一個基本物理量──以摩爾來表示物質的量。

### 早期發展
1791年，法國科學院的一個委員會受國民議會和路易十六的委派，開始建立一套統一、基於理性的度量衡系統，這將成為公制。成員包括「現代化學之父」安東萬-羅倫·德·拉瓦節及數學家皮耶爾-西蒙·拉普拉斯和阿德里安-馬里·勒壤得。:365當時的社會反應，有抗拒的，也有不屑一顧的，還有嘲諷的。:89委員會在設計長度、體積和質量的相互關係時所遵從的原則，和1668年英國神職人員約翰·威爾金斯在《論真正的文字和哲學語言》（英語：An Essay towards a Real Character and a Philosophical Language）中所提倡的一致。他們也根據最早於1670年由法國神職人員加布里埃爾·穆東提出的方法，利用地球的子午線作為長度的定義基礎。1791年3月30日，國民議會採納了委員會的新度量衡系統，並批准在敦刻爾克和巴塞羅那之間進行勘察，以確立子午線的長度。1792年7月11日，委員會提出將長度、面積、容積和質量的單位名稱分別定為metre（公尺）、acre (公畝）、litre（公升）和grave（公斤的舊名），而這些單位的倍數和分數則用以十進制為基礎的詞頭來表示，如centi表示一百分之一，kilo表示一千倍等等。:82
1795年4月7日法律（芽月18日法）訂下了gramme（克）和kilogramme（千克），分別取代先前的gravet（準確來說是milligrave）和grave。在皮埃爾·梅尚和讓-巴蒂斯特·德朗布爾的子午線勘察結束後，米和公斤的標準原器於1799年6月22日正式交由法國國家檔案館（法語：Archives Nationales）保管。同年12月10日，即拿破崙的霧月政變之後的一個月，霜月19日法正式通過，法國將全面採用公制。
19世紀上半葉，不同基本單位有不同的常用倍數詞頭：法國和德國部分地區常用myriametre（1萬米）量度距離，但在量度質量時卻用kilogramme（1千克），而非myriagramme（1萬克）。
1832年，德國數學家卡爾·弗里德里希·高斯在威廉·韋伯的協助下，得出了地球磁場的強度，並以毫米、克和秒所組成的單位寫出。秒因此從實際上成為了一個基本單位。此前，科學家只是以相對值來比較各地的地磁場強度，但高斯把磁鐵在磁力底下的扭矩與物體在引力底下的扭矩視為等同，所以能夠為磁場強度設下一個建立在質量、長度和時間上量綱。
1860年代，詹姆斯·克拉克·馬克士威及威廉·湯姆森（開爾文男爵）等科學家在英國科學促進協會的主持下，在高斯的基礎上做了進一步的規範，建立起一套由基本單位和導出單位所組成的一致單位制。利用一致性原則，他們成功定義了一組厘米-克-秒制單位，包括：爾格表達能量、達因表達力、微巴表達壓力、泊表達剪切黏度、斯托克斯表達運動黏度等等。

### 米制公約
法國的度量衡改革啟發了計量學上的國際合作計劃，多國最終於1875年簽署《米制公約》。:353–354公約最初只規定了米和公斤的標準：作為定義標準的共有30件米原器及40件公斤原器，材料均為含90%鉑和10%銥的合金，由英國莊信萬豐公司製造，1889年被國際度量衡大會採用。原器中隨機各選出一件分別做國際米原器和國際公斤原器，從此取代早前由法國國家檔案館保管的米和公斤原器。公約的每個簽署國都可擁有一個餘下的原器，做該國的定義標準。

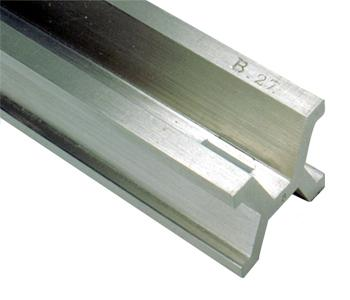
屬於美國的第27號國家米原器特寫

根據公約，由三個國際組織來監督國際計量標準：
- 國際度量衡大會（法語：Conférence générale des poids et mesures）：每四至六年舉辦一次，由各成員國代表組成，目的是討論國際度量衡委員會有關國際單位制新發展的報告；
- 國際度量衡委員會（法語：Comité international des poids et mesures）：委員為十八名有威望的科學家，由國際度量衡大會選出，每年在國際度量衡局召開會議，並對國際度量衡大會提出行政上和技術上的建議；
- 國際度量衡局（法語：Bureau international des poids et mesures）：位於法國塞夫爾的一所國際計量學中心，負責保管國際公斤原器，為國際度量衡大會和國際度量衡委員會提供計量服務，亦是它們的秘書處和會議舉辦的場地。其最初的作用是定期將各國的米和公斤原器與國際公斤原器進行比較。

1921年，米制公約的涵蓋範圍擴展至所有物理單位，包括安培以及其他在1893年美國芝加哥舉辦的第4屆國際電工大會（英語：Fourth International Conference of Electricians）上所定義的單位。這讓國際度量衡大會能夠解決公制使用上一些不一致的地方。:96
《米制公約》以及國際度量衡大會名義下的所有官方文件都是以法語書寫的。:94

### 發展成國際單位制

地圖顯示各國改用公制的情況，改用之年以顏色表示。黑色代表該國尚未採用國際單位制，這些國家有：緬甸、利比里亞及美國。加拿大和英國也有較廣泛地使用舊單位，如英國的限速標誌和加拿大在量度人的高度時。

人們在19世紀末時同時使用著三個不同的電單位制，分別為：CGS靜電單位制，又稱高斯單位制，簡稱ESU；CGS電機械單位，簡稱EMU；以及用於配電系統的米-千克-秒制（國際單位制）。在試圖根據因次分析用長度、質量及時間表達電單位時，科學家遇到了諸多困難──在使用ESU或EMU時，物理量會具有不同的因次。1900年，喬瓦尼·吉奧爾吉發表了一篇論文，提倡在當時的三個基本單位以外，再加一個基本單位，電單位不一致的問題迎刃而解。這第四個單位可以是電流、電壓和電阻中的其中一個。
19世紀後期至20世紀初期，人們採用了一系列不一致的單位制，在質量上有的用克，有的用公斤；在長度上有的用厘米，有的用米。例如有：表達功率的「Pferdestärke」（公制馬力）、表達滲透性的達西及表達氣壓和血壓的毫米汞柱。這些廣泛使用的單位之中，有的用到了標準重力。
到了第二次世界大戰尾聲，全球各地仍然使用著各種不同的單位制，有的是公制的另類版本，有的則是基於所謂的「習慣單位」，如美制單位。1948年，在國際純粹與應用物理學聯合會及法國政府代表的參與下，第9屆國際度量衡大會委派國際度量衡委員會對科學界、技術界和教育界的計量需求進行一項調查，並為一種單一整合、能供遵守《米制公約》的世界各國使用的單位制提出建議。
根據此項調查的結論，1954年第10屆國際度量衡大會決定，這個國際性的單位制應以六個基本單位為基礎，能夠用於測量溫度、可見光輻射、機械及電磁物理量。建議中的六個基本單位分別為：米、公斤、秒、安培、開爾文和坎德拉。1960年第11屆國際度量衡大會正式將這一單位制命名為「國際單位制」（法語：Le Système International d'Unités），簡稱SI。:110國際度量衡局也曾把國際單位制稱為「現代公制」。:951971年第14屆國際度量衡大會將摩爾納入為第七個基本單位。

### 國際物理量系統
國際物理量系統（英語：International System of Quantities）是以以下七個“基本物理量”為基礎的系統：長度、質量、時間、電流、熱力學溫度、物質的量和發光強度。其他物理量，如面積、壓力及電阻，都可以根據明確、不相互矛盾的公式從這些基本物理量推導得出。國際物理量系統所定義的，是國際單位制單位所量度的物理量。ISO/IEC 80000國際標準對國際物理量系統做了定義，定義於2009年經ISO 80000-1進一步完善。

### 重新定義單位

2019年國際單位制基本單位重新定義前，七個國際單位制基本單位的相互定義關係

在國際單位制重新定義之提案中，每個基本單位（彩色）都建立在一個已固定數值的物理常數之上。基本單位的實際大小可以通過更準確地測量相應的物理常數而得出。

自從1960年重新定義米之後，公斤便一直是唯一一個依賴某件人造物體來定義的國際單位制基本單位：全球各地的公斤標準都須定期與位於法國塞夫爾的國際公斤原器進行比較。
2007年第23屆國際度量衡大會建議國際度量衡委員會進一步研究，如何通過固定物理常數的數值來定義基本單位，從而代替現用的國際公斤原器，並使國際單位制的宗旨從「單位之定義」轉移至「物理常數之定義」。
2010年，單位顧問委員會在英國召開的會議通過了《國際單位制手冊》的修訂草案，同年呈交至國際度量衡委員會。此項草案建議：
- 除光速與庫侖常數以外，為四個物理常數──普朗克常數、基本電荷、波茲曼常數及亞佛加厥常數──定義固定精確數值。
- 淘汰國際公斤原器。
- 修訂公斤、安培、開爾文及摩爾的現用定義。
- 所有基本單位的定義措辭改為更加精簡，並須反映出著重點從「單位之定義」轉移至「物理常數之定義」。

2010年國際度量衡委員會會議審閱了確立各物理常數固定數值的進度，但認為「第23屆國際度量衡大會所設下的條件仍未完全滿足，因此本會目前不建議修訂國際單位制。」
在2011年第24屆大會上，國際度量衡委員會從原則上贊成對定義進行必要的修訂，並重申修訂前必須達到的各項條件。2014年第25屆大會召開時，第23屆大會所設下的條件仍未滿足，因此大會再次建議在確立物理常數固定值方面做進一步工作。
2018年11月16日，國際單位制重新定義的提案在第26屆大會上通過採納。新定義將於2019年5月開始生效。科學技術數據委員會基本常數任務組已宣佈將於該次大會上公佈的數值的提交限期。

## 國際單位制手冊
國際度量衡大會定期頒布一份手冊，闡述國際單位制的定義。其官方版本為法語，與《米制公約》相符。:102因此，世界各國在對名詞進行不同語言的翻譯時，有一定的自由度，如美國國家標準技術研究所所發佈的針對美式英語的國際度量衡大會文件本地版本（NIST SP 330）。
《手冊》是由國際度量衡委員會屬下的單位顧問委員會所編寫。單位顧問委員會的主席由國際度量衡委員會提名，但成員來自於國際度量衡大會及委員會以外的國際組織。
《國際單位制手冊》所用的「物理量」、「單位」、「因次」等名詞，都出自由計量學聯合導則委員會（JCGM）出版的《國際計量詞彙》。該委員會是一個由八個國際標準組織組成的工作小組，由國際度量衡局局長擔任會長。用於定義國際單位制的物理量和公式，統稱為「國際物理量系統」，列於ISO/IEC 80000物理量與單位國際標準。

## 單位與詞頭
國際單位制的組成部分為：一組基本單位、一組有特殊名稱的導出單位以及一組十進制倍數詞頭（前綴）。根據《國際單位制手冊》，「SI單位」囊括以上三個部分，而「一致SI單位」則只包含基本和導出單位。:103–106

### 基本單位
國際單位制以一組基本單位為基礎，所有其他單位都是用基本單位建立起來的。馬克士威最初提出一致單位制的概念時，列出了三個可用的基本單位：長度、質量及時間單位。之後，吉奧爾吉提倡加入電的基本單位。理論上，電流、電勢、電阻、電荷等物理量的單位都可以做電的基本單位，當選定其中一個做基本單位後，其餘的電單位都可以通過物理定律從基本單位推導得出；國際單位制最終選擇了使用電流，作為「電的基本單位」。後期，又加入了三個分別量度熱力學溫度、物質的量及發光強度的基本單位。
| 單位名稱 | 單位符號 | 物理量     | 定義（部分） | 因次符號 |
| --- | -------- | ---------- | --- | -------- |
| 米 | m        | 長度       | - 最初（1793年）：從北極至赤道經過巴黎的子午線長度的一千萬分之一。法 - 過渡（1799年）：國際公尺原器的長度。 - 過渡（1960年）：氪-86原子在2p10和5d5量子能級之間躍遷所發出的電磁波在真空中的波長的1650763.73倍。 - 目前（1983年）：光在1/299792458秒內在真空中行進的距離。 | L        |
| 公斤 | kg       | 質量       | - 最初（1793年）：最初法文名為grave，定義為在冰點下體積為一立方分米的純水的重量（質量）。法 - 過渡（1889年）：國際公斤原器的質量。 - 目前（2019年）：由精确的普朗克常数 h = 6.62607015×10−34 J⋅s (J = kg⋅m2⋅s−2)、米和秒所定义。 | M        |
| 秒 | s        | 時間       | - 最初（中世紀）：一天時長的86400分之一。 - 過渡（1956年）：1900年1月0日曆書時12時算起的回歸年時長的1/31556925.9747。 - 目前（1967年）：铯-133原子在基態下的两个超精細能級之间跃迁所对应的辐射的9192631770个周期的时间。 | T        |
| 安培 | A        | 電流       | - 最初（1881年）：CGS電磁單位制中電流單位的十分之一。CGS電流單位的定義是，在半徑為1厘米、長度為1厘米的圓弧上流通，並在圓心產生1奧斯特磁場的電流。電 - 過渡（1946年）：在真空中相距1米的兩根橫截面為圓形、粗度可忽略不計的無限長平行直導線，各通上相等的恆定電流，當兩根導線之間每米長度所受力為2×10−7牛頓時，各導線上的電流定義為1安培。 - 目前（2019年）：由新的元电荷e = 1.602176634×10−19 C (C = A⋅s)和秒所定义。 | I        |
| 開爾文 | K        | 熱力學溫度 | - 最初（1743年）：攝氏溫標將0 °C和100 °C分別定義為水的熔點和沸點。 - 過渡（1954年）：273.16 K定義為水的三相點（0.01 °C）。 - 過渡（1967年）：水的三相點熱力學溫度的1/273.16。 - 目前（2019年）：由新的玻尔兹曼常数1.380649×10−23 J⋅K−1, (J = kg⋅m2⋅s−2)、千克、米和秒所定义。 | Θ        |
| 摩爾 | mol      | 物質的量   | - 最初（1900年）：物質的克數等於其分子量時的數量。原 - 過渡（1967年）：物質所含的粒子數量相等於0.012公斤碳-12所含的原子數量。 - 目前（2019年）：1摩尔包含 6.02214076×1023 个基本实体，这一数字是新的阿伏伽德罗常数。 | N        |
| 坎德拉 | cd       | 發光強度   | - 最初（1946年）：整個輻射體在鉑凝固溫度下的亮度，定義為60新燭光每平方厘米。 - 目前（1979年）：頻率為5.4×1014赫茲的單色光源在特定方向輻射強度為1/683 W/sr時的發光強度。 | J        |
| 備註 1. 2. 3. 4. 以上基本單位的最初定義是由以下機構給出： - 法 = 法國政府 - 電 = 國際電工委員會 - 原 = 國際原子量委員會 其他定義都來自國際度量衡大會或國際度量衡委員會，列於《國際單位制手冊》中。 |          |            | |          |

### 導出單位
國際單位制導出單位是基本單位在乘冪、乘積或相除後產生的單位，如此形成的導出單位可以有無限多個。:103:3每個導出單位都與一個導出物理量相對應，例如，速度是建立在時間和長度上的物理量，在國際單位制中所對應的導出單位是「米每秒」（符號為m/s）。導出單位的因次可以用基本單位的因次組合來表達。
一致單位是指定義中係數均為1的導出單位，也就是定義中不會出現像標準重力或是水的密度之類的常數。例如，牛頓的定義是，使1公斤的質量產生1米每二次方秒的加速度需要的力。因為國際單位制中質量及加速度的單位分別是kg及m⋅s−2，而且力是質量和加速度之積（{\displaystyle F=ma}），所以力的單位牛頓即為kg⋅m⋅s−2。除了基本單位的積和冪以外，牛頓的定義不含其他數值，因此屬於一致單位。
為方便使用，一些導出單位也有專用的名稱及符號。這些導出單位還可以進一步用來定義更多的導出單位，其專用名也可以用來表達新的導出單位。如上文所述，力的國際單位制導出單位是kg⋅m⋅s−2，其專用名為牛頓（N）；壓強的單位是帕斯卡（Pa），可定義為「牛頓每平方米」（N/m2）。
| 名稱 | 符號 | 物理量                 | 以其他SI單位表達 | 以基本單位表達 |
| --- | ---- | ---------------------- | ---------------- | -------------- |
| 弧度 | rad  | 角                     |                  | m·m−1          |
| 球面度 | sr   | 立體角                 |                  | m2·m−2         |
| 赫茲 | Hz   | 頻率                   |                  | s−1            |
| 牛頓 | N    | 力、重量               |                  | kg·m·s−2       |
| 帕斯卡 | Pa   | 壓強、應力             | N/m2             | kg·m−1·s−2     |
| 焦耳 | J    | 能量、功、熱量         | N·m              | kg·m2·s−2      |
| 瓦特 | W    | 功率、輻射通量         | J/s              | kg·m2·s−3      |
| 庫侖 | C    | 電荷                   |                  | s·A            |
| 伏特 | V    | 電壓（電勢差）、電動勢 | W/A              | kg·m2·s−3·A−1  |
| 法拉 | F    | 電容                   | C/V              | kg−1·m−2·s4·A2 |
| 歐姆 | Ω    | 電阻、阻抗、電抗       | V/A              | kg·m2·s−3·A−2  |
| 西門子 | S    | 電導                   | A/V              | kg−1·m−2·s3·A2 |
| 韋伯 | Wb   | 磁通量                 | V·s              | kg·m2·s−2·A−1  |
| 特斯拉 | T    | 磁通量密度（磁場）     | Wb/m2            | kg·s−2·A−1     |
| 亨利 | H    | 電感                   | Wb/A             | kg·m2·s−2·A−2  |
| 攝氏度 | °C   | 溫度（相對於273.15 K） |                  | K              |
| 流明 | lm   | 光通量                 | cd·sr            | cd             |
| 勒克斯 | lx   | 照度                   | lm/m2            | m−2·cd         |
| 貝克勒爾 | Bq   | 放射性活度             |                  | s−1            |
| 戈瑞 | Gy   | 致電離輻射的吸收劑量   | J/kg             | m2·s−2         |
| 西弗 | Sv   | 致電離輻射等效劑量     | J/kg             | m2·s−2         |
| 開特 | kat  | 催化活度               |                  | mol·s−1        |
| 備註 - 弧度和球面度曾經是具有特殊地位的單位，但現在只當做無因次導出單位看待。:3 - 上表的排序方法是，表中所有單位都只建立在位置更前的單位以及基本單位上。 |      |                        |                  |                |

### 詞頭
在基本和導出單位名稱之前加上詞頭，可表達該單位的倍數和分數。詞頭所代表的倍數都是10的整數冪，在倍數高於100或低於1/100時則都是1000的整數冪。例如，詞頭kilo（千）表示一千倍，milli（毫）表示千分之一，也就是說，1000毫米（millimetre）為之1米（metre，又作公尺），1000米為之1千米（kilometre，又作公里），如此類推。這些詞頭不能夠結合使用，即百萬分之一米可寫作微米（micrometre），但不可寫作毫毫米（millimillimetre）。在對公斤（kilogramme）加上詞頭時，以克（gramme）作為「基本」單位，因此百萬分之一公斤寫作毫克（milligramme），而非微公斤（microkilogram）。每個詞頭名稱均有一個區分大小寫的“詞頭符號”來代表，使用時加在“單位符號”之前。:122:14
| 国际单位制   | 国际单位制 | 国际单位制 | 国际单位制 | 国际单位制 | 国际单位制 | 国际单位制  | 国际单位制 |
| ------------ | ---------- | ---------- | ---------- | ---------- | ---------- | ----------- | ---------- |
| 中國大陸名称 | 臺灣名称   | 英语名称   | 符号       | 1000m      | 10n        | 十进制      | 启用时间   |
| 昆（昆它）   | 昆         | quetta     | Q          | 100010     | 1030       | 1000        | 2022       |
| 容（容那）   | 羅         | ronna      | R          | 10009      | 1027       | 1000        | 2022       |
| 尧（尧它）   | 佑         | yotta      | Y          | 10008      | 1024       | 1000        | 1991       |
| 泽（泽它）   | 皆         | zetta      | Z          | 10007      | 1021       | 1000        | 1991       |
| 艾（艾可萨） | 艾         | exa        | E          | 10006      | 1018       | 1000        | 1975       |
| 拍（拍它）   | 拍         | peta       | P          | 10005      | 1015       | 1000        | 1975       |
| 太（太拉）   |            | tera       | T          | 10004      | 1012       | 1000        | 1960       |
| 吉（吉咖）   | 吉         | giga       | G          | 10003      | 109        | 1000        | 1960       |
|              | 百萬       | mega       | M          | 10002      | 106        | 1000        | 1873       |
| 千           | 千         | kilo       | k          | 10001      | 103        | 1000        | 1795       |
| 百           | 百         | hecto      | h          | 10002/3    | 102        | 100         | 1795       |
| 十           | 十         | deca       | da         | 10001/3    | 101        | 10          | 1795       |
|              |            |            |            | 10000      | 100        | 1           |            |
| 分           | 分         | deci       | d          | 1000−1/3   | 10-1       | 0.1         | 1795       |
| 厘           | 厘         | centi      | c          | 1000−2/3   | 10-2       | 0.01        | 1795       |
| 毫           | 毫         | milli      | m          | 1000-1     | 10-3       | 0.001       | 1795       |
| 微           | 微         | micro      | µ          | 1000-2     | 10-6       | 0.000001    | 1873       |
| 纳（纳诺）   | 奈         | nano       | n          | 1000-3     | 10-9       | 0.000000001 | 1960       |
| 皮（皮可）   | 皮         | pico       | p          | 1000-4     | 10-12      | 0.000000001 | 1960       |
| 飞（飞母托） | 飛         | femto      | f          | 1000-5     | 10-15      | 0.000000001 | 1964       |
| 阿（阿托）   | 阿         | atto       | a          | 1000-6     | 10-18      | 0.000000001 | 1964       |
| 仄（仄普托） | 介         | zepto      | z          | 1000-7     | 10-21      | 0.000000001 | 1991       |
| 幺（幺科托） | 攸         | yocto      | y          | 1000-8     | 10-24      | 0.000000001 | 1991       |
| 柔（柔托）   | 絨         | ronto      | r          | 1000-9     | 10-27      | 0.000000001 | 2022       |
| 亏（亏科托） | 匱         | quecto     | q          | 1000-10    | 10-30      | 0.000000001 | 2022       |
| 1.           |            |            |            |            |            |             |            |

### SI認可使用的非SI單位
雖然國際單位制本身已足以表達任何物理量，但在科技界和商界等的出版物中仍會出現許多非國際單位制單位，而這些單位的使用很可能會持續很長一段時間。也有一些單位由於深深地植根在歷史和個別文化當中，所以將會在可見的未來繼續使用下去。國際度量衡委員會承認亦認可這種做法，並頒佈了一份「可以與SI並用的非SI單位」清單，其分類如下：:123–129:7–11
- 可以與SI並用的非SI單位（表6）：

一些時間、角度及非SI的舊公制單位都有較長的使用歷史。大部分社會都利用太陽日以及從太陽日細分出來的非十進制時間段作為量度時間的基礎；與英呎和磅不同的是，這些時間單位無論在哪裡測量都是相同的。弧度是一個圓周的1/2π，雖然有數學上的好處，但不便於導航。與時間單位相似，用於導航的角度單位在世界各地的使用比較統一。公噸、公升和公頃是國際度量衡大會在1879年採用的，今天保留為可與SI並用的單位，有各自的專用符號。已收錄的單位有
分鐘、小時、日、角度、角分、角秒、公頃、公升、公噸、天文單位及分貝。
- 在SI下的數值須經實驗得出的非SI單位（表7）：

物理學家很多時候會使用和某些自然現象有關的測量單位，這些單位往往和國際單位制單位的大小相差許多個數量級。《國際單位制手冊》列出了一些最常用的自然單位以及它們的符號和標準數值，但必須通過實驗才能得出這些單位在國際單位制下的數值。
電子伏特（eV）及道爾頓/原子質量單位（Da或u）。
- 其他非SI單位（表8）：

一些單位雖然沒有得到國際度量衡大會的正式認可，但仍廣泛應用在醫療和導航等眾多領域中。國際度量衡委員會為確保在國際上的一致性，也在《手冊》中列出此類單位，但建議在使用時先作定義。
巴、毫米汞柱、埃格斯特朗、海里、靶恩、節及奈培。
- 與CGS和CGS高斯單位制相關的非SI單位（表9）

一些舊單位在某些領域中有使用上的優點，因此仍會出現在出版物中，如大地測量學、地球物理學和電動力學等。《國際單位制手冊》列出的此類單位有
爾格、達因、泊、斯托克斯、熙提、輻透、伽、麥克斯韋、高斯及奧斯特。

## 單位符號及數值的書寫格式
1879年，國際度量衡委員會公佈了有關書寫長度、面積、體積和質量之符號的建議書。物理學家曾經以μ表示微米、λ表示微升、γ表示微克，但自從1900年前後，他們開始分別改用μm、μL和μg。1935年，距《米制公約》修訂已有十多年，國際度量衡委員會終於正式採用這項提案，建議在所有單位前加上μ來代表10−6的倍數。
1948年，第9屆國際度量衡大會通過了首份有關米制符號書寫格式的建議書，為今天使用的規則奠定了基礎。這些規則之後又經過國際標準化組織（ISO）及國際電工委員會（IEC）的增訂，現已囊括單位符號和單位名稱、詞頭符號和詞頭名稱、物理量符號的書寫方式以及物理量數值的表達方式。:104,130ISO和IEC所發佈的有關SI符號表達方式的規則，都與《國際單位制手冊》中的規則一致。截至2013年8月，ISO和IEC正在將各自有關物理量及單位的標準整合成單一套標準，最終將成為ISO/IEC 80000標準。有關印刷物理量及單位的標準收錄在ISO 80000-1:2009中。

### 歐洲語言
在一些歐洲語言中，國際單位制單位名稱可視為普通名詞：如在英文和法文中，單位名稱都以小寫字母開頭（牛頓「newton」、赫茲「hertz」、帕斯卡「pascal」等等），儘管相應的單位符號可能以大寫字母開頭。由於德文中的普通名詞均以大寫字母開頭，因此單位名稱也不例外。單位名稱的拼寫則由各語言的官方組織決定（法文有法蘭西學術院，德文有德語正寫法協會等等）。國際單位制單位在英式和美式英文中的拼寫並不相同：英式英文（亦包括澳洲、加拿大、紐西蘭等）使用「deca-」（10倍數詞頭）、「metre」（米）和「litre」（升），美式英文則分別用「deka-」、「meter」和「liter」。
同樣，在形成單位名稱的眾數時，也須遵守該語言自身的語法。以英文為例，亨利「henry」會變成「henries」。:31不過，勒克斯「lux」、赫茲「hertz」和西門子「siemens」都有不規則眾數──它們在單數和眾數下都有相同的拼法。波蘭文的眾數規則更為複雜：以米、公斤、秒為例，當數量為1時寫「metr」、「kilogram」、「sekunda」，數量個位數為2、3、4且十位數不是1時寫「metry」、「kilogramy」、「sekundy」，數量為其他整數（包括0）時寫「metrów」、「kilogramów」、「sekund」，數量為非整數（如0.67、2.45等）時寫「metra」、「kilograma」、「sekundy」。
在英文中，若須表達單位之間相乘，可用連字號或空格（牛頓米寫作「newton-metre」或「newton metre」），並通過改變最後者來形成整個複合單位的眾數，數字與單位符號之間建議加入一個空格（10 newton-metres）。把單位名稱用作形容詞時，根據英文語法加入一個連字號（一個25公斤的球體「a 25-kg sphere」）。

### 中文

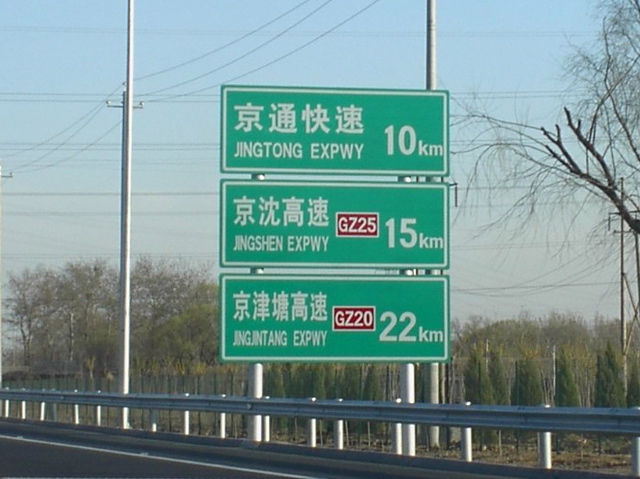
北京一面公路路牌，其中的距離都以國際通用的數字與符號書寫

中文中的國際單位制單位名稱及詞頭都以漢字書寫，而單位符號則用國際通用的拉丁或希臘字母書寫。在華語圈中，中華民國（台灣）、中華人民共和國（香港及澳門除外）和香港的法律管轄範圍內，國際單位制單位及詞頭的譯名分別由《法定度量衡單位及其所用之倍數、分數之名稱、定義及代號》、《中华人民共和国法定计量单位》及《度量衡條例》所規定。在基本單位中，兩岸名稱相同的有米（又稱公尺）、千克（又稱公斤）、秒和安培，在台灣/中華人民共和國譯名不同的則有克耳文/开尔文、莫耳/摩尔和燭光/坎德拉；在倍數詞頭中，兩岸相同的有微、毫、厘、分、十、百、千，不同的則有奈/纳诺、百萬/兆、兆/太拉等等，其中「兆」一字在台灣和中華人民共和國分別表示1012和106。在中華人民共和國，多於一個漢字的單位名稱或詞頭亦可簡寫成單個漢字，如纳诺寫作纳、坎德拉寫作坎等。
19世紀中國在引進度量衡單位時，沿襲日文，創造出一系列多音節漢字（計量用漢字），如「瓩」（讀千瓦）、「糎」（讀厘米）、「嗧」（讀加侖）等等。但現在皆改用單音節漢字。

### 日文
日本在明治時期期間創造了一系列國字（日製漢字）來表示公制單位。三個基本單位取原有漢字：米、升、瓦（即克），再結合六個詞頭漢字：千、百、十、分、厘、毛，從而組成共18個新的獨立漢字，如七個長度單位：、米、和。這些漢字都是借字，其讀音取自英文，如取「kilometre」之音，讀。如今則直接用片假名來稱呼而不用漢字，如。單位及詞頭符號則用拉丁或希臘字母書寫，如「km」。目前仍在通用的漢字單位名稱有「平米」（即平方米）等。

## 備註
1. ↑  直至1901年科學家才正式訂下質量與重量的差別。
2. ↑  《米制公約》第6.3條對「標準」和「原器」進行區分，前者是法律所規定的計量大小，後者則是標準所根據的原始物體。
3. ↑  在德語中，Pferd的意思是「馬」，Stärke的意思是「強度」或「力量」。Pferdestärke的定義是在地球引力中以每秒一米的速度提升75公斤物質所需的功率（1 Pferdestärke等於0.985馬力）
4. ↑  這些組織包括：
  - 國際標準化組織（ISO）
  - 美國國家標準技術研究所（NIST）
  - 英國國家物理實驗室（NPL）
  - 國際天文聯會（IAU）
  - 國際純化學和應用化學聯合會（IUPAC）
  - 國際純粹與應用物理學聯合會（IUPAP）
  - 國際照明委員會（CIE）
  - 科學技術數據委員會（CODATA）──國際科學理事會屬下的跨學科委員會
  - 國際輻射單位與度量委員會（ICRU）
  - 國際臨床化學與實驗室醫學聯盟（IFCC）
  - 國際電工委員會（IEC）
  - 國際法定計量組織（OIML）
  - 日本產業技術綜合研究所（AIST）
  - 德國聯邦物理技術研究院（PTB）
  - 俄羅斯聯邦計量和技術管理局（GOST）
5. ↑  此套分類方式以及對「表6、7、8、9」的參考均參照《國際單位制手冊第8版》（2006年）於2014年的修訂版。

公升是其中一個可以與SI並用的非SI單位，其大小等於1/1000立方米，並不屬於國際單位制中的一致單位。

6. ↑  米是用光速來定義的，所以光速在國際單位制下的數值是完全精準的。

## 外部連結
- International Union of Pure and Applied Chemistry.  (PDF) 2nd. Oxford: Blackwell Science. 1993  [2017-04-10]. ISBN 0-632-03583-8. （原始内容存档 (PDF)于2011-11-10）.
- 國際度量衡局有關國際單位制的官方網站（页面存档备份，存于）（英文）
  - 《國際單位制手冊》（页面存档备份，存于）
- ISO 80000-1:2009 物理量與單位──第一部分：概覽（页面存档备份，存于）（英文）
- 中的“国际单位制”
- EngNet分類單位換算工具（页面存档备份，存于）（英文）
- 國際度量衡委員會有關新國際單位制的建議書（CI-2005）（英文）
- 臺灣教育部異體字字典附錄－單位詞參考表（页面存档备份，存于）